# Bruto de Troia

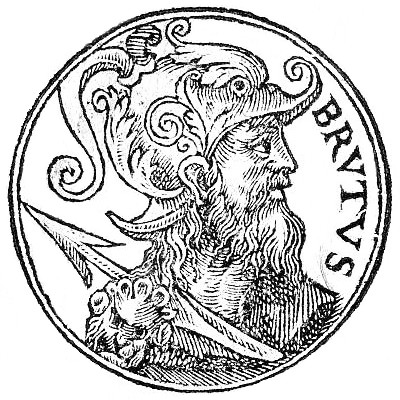
Bruto de Tróia, em Promptuarii Iconum Insigniorum (1553).

Brutus, ou Bruto de Troia, é um pseudo-descendente do herói Enéias, criado na era medieval, sendo citado, como o fundador epônimo e primeiro rei da grã-Bretanha. Esta lenda aparece pela primeira vez na História dos Bretãos, um escrito medieval anônimo do século IX, mas é mais conhecida a partir conta ao século XII, pelo cronista Godofredo de Monmouth , em sua Historia Regum Britanniae. Não obstante isso, ele não é mencionado em nenhum texto clássico e não pode ser considerado histórico.

## Historia Britonum
A Historia Britonum afirma que "A ilha da grã-Bretanha deriva seu nome de Brutus, um cônsul romano" que conquistou a Hispânia. Isso é em última análise derivado do escritor medieval Isidoro de Sevilha no século VI em que foi especulado que a Grã-Bretanha foi nomeado depois que o general romano Decimo Junio Bruto Galaico, teria pacificado a Hispânia Ulterior em 138 a.C. Uma descrição posterior, sugeri que Brutus é o neto ou o bisneto de Eneias — em uma lenda que mistura Isidoro com a pseudo-histórica, "Tabela das Nações" em uma tradição que surgiu no início da idade media, e que tentava rastrear os povos do mundo conhecido (bem como figuras lendárias até antepassados bíblicos .